# Tadeusz Olszewski (literat)
Tadeusz Olszewski (ur. 18 sierpnia 1941 w Małej Wsi, zm. 16 stycznia 2020) – poeta, krytyk literacki, dziennikarz i podróżnik.

## Życiorys
Absolwent polonistyki Uniwersytetu Warszawskiego. Jako poeta debiutował w roku 1961 na łamach tygodnika Nowa Kultura. W latach 1968–1984 pracował jako dziennikarz w redakcji Ilustrowanego Magazynu Turystycznego Światowid. W latach 1984–1986 prowadził dział krytyki literackiej w Tygodniku Kulturalnym. W latach 1986–1989 był kierownikiem działu poezji w miesięczniku Okolice. W latach 1991–1992 był redaktorem warszawskiego miesięcznika Okay. W latach 1996–2004 związany był z Kolejową Oficyną Wydawniczą w Warszawie. Liczne recenzje i szkice krytyczno-literackie publikował m.in. na łamach Życia Literackiego, Nowych Książek, Nurtu. Akcentu, Poezji, Kierunków, Pisma Literacko-Artystycznego i in. Juror Konkursu Poetyckiego im. Rodziny Wiłkomirskich. Mieszkał w Warszawie.

## Twórczość

### Poezja
- Łagodność (1968),
- Autoportret rąk (1971),
- Prawie dom (1981),
- Nocny wariant (1986),
- Ciemna pamięć (1990),
- Galicja (1991),
- Jesień z Audenem (1992),
- Tropiki smutku (2009),
- Owoc tarniny (2013).
- „Daty i blizny” (2015)

### Proza
- Zatoka Ostów (2008) Instytut Wydawniczy Latarnik

### Krytyka literacka
- wybrane szkice:
  - Inna miłość, „Polska Miedź” 1988, nr 29–31.
  - Nowa Dekadencja, „Życie Literackie” 1989, nr 15.
- w serii Przewodnik po lekturach
  - Stanisław Wyspiański – Wesele (1990),
  - Juliusz Słowacki – Kordian (1991),
  - Jerzy Andrzejewski – Bramy raju (1991)
  - „Między przełomami. O literaturze ostatniej dekady PRL” (2015)

### Przewodniki turystyczne
- Praga (1978),
- Turyngia i Harz (1979),
- Czar polskich Kresów (2007) – przy współpracy z Tomaszem Ławeckim. Wydawnictwo Telbit

### Reportaże podróżnicze
- Pociągiem przez Europę (1999),
- Koleją na wakacje (2008) Wydawnictwo Telbit

### Opracowania
- Emil Zegadłowicz – Poezje wybrane(1971),
- Emil Zegadłowicz – Wrzosy(1988),
- Sny. Album rysunków Stefana Żechowskiego do „Motorów” Emila Zegadłowicza (1988),
- Bliżej słońca. Opowiadania turystyczne (1971),
- Józef Ignacy Kraszewski – Boży gniew (1989)

### Antologie
Utwory Tadeusza Olszewskiego zamieszczone są w antologiach:
- Drobci stekla v ustih (Ljubljana 1989),
- Diskrete Leidenschaften (Frankfurt 1988),
- Vetem Itaka mbetet. Tylko Itaka pozostaje (Warszawa 1993),
- Źródła (Warszawa 1979),
- Rubinowa Hortensja (Łódź 1987),
- Pisane światłem (Olszanica 2007), Wydawnictwo BoSz

oraz w siedmiu almanachach Łódzkiej Wiosny Poetów (Warszawa 1968, 1970, 1971, 1973, 1974, 1976, 1977).

### Wywiady z autorem
przeprowadzili:
- Marek Obarski, Wspólny rodzaj klęski, „Nurt” 1988, nr 7.
- Zdzisław Łączkowski, Ojciec uczył mnie mowy lasu, matka – mowy człowieka, „Słowo Powszechne” 1990, nr 140.
- Krzysztof Tomasik, Powrót nad Zatokę Ostów, „Replika” 2008, nr 13
- Tomasz Kaliściak, Drugie wyjście, „artPapier” 2008, nr 15/16; O tabliczkach w Kirchstetten i nie tylko, „Portret” 2009, nr 29